# Domaine de Zeze
Pour les articles homonymes, voir Zeze.

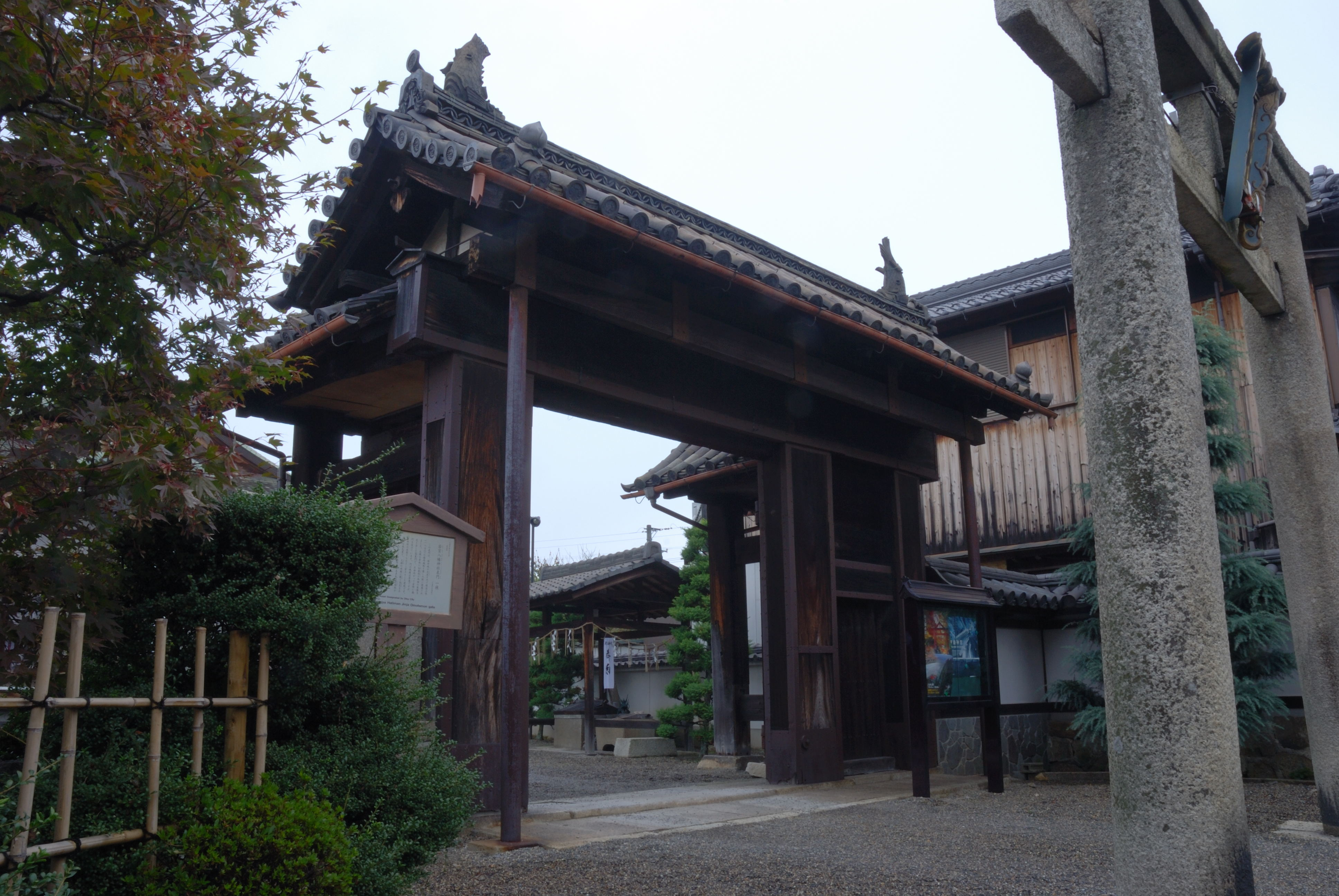
Porte au château de Zeze.

Le domaine de Zeze (膳所藩, Zeze-han) est un domaine féodal japonais de l'époque d'Edo. Il est créé par Tokugawa Ieyasu comme récompense pour Toda Kazuaki qu'il transfère d'un territoire de 5 000 koku dans la province de Musashi à ce domaine de 30 000 koku dans la province d'Ōmi. Le quartier général du gouvernement du domaine se trouve au château de Zeze, dans ce qui est à présent la ville d'Ōtsu, préfecture de Shiga. À l'époque de sa plus grande prospérité, son revenu est de 70 000 koku. Il existe pendant toute la période Edo jusqu'à l'abolition du système han en 1871.

## Liste des daimyos
- Clan Toda (fudai daimyo ; 30 000 koku)

1. Toda Kazuaki
2. Toda Ujikane

- Clan Honda (fudai ; 30 000 koku)

1. Yasutoshi
2. Toshitsugu

- Clan Suganuma (fudai ; 31 000 koku)

1. Suganuma Sadayoshi

- Clan Ishikawa (fudai ; 70 000 koku)

1. Ishikawa Tadafusa
2. Ishikawa Noriyuki

- Clan Honda (fudai ; 70 000 → 60 000 koku)

1. Honda Toshitsugu
2. Honda Yasumasa (本多康将)
3. Honda Yasuyoshi
4. Honda Yasunobu
5. Honda Yasutoshi (2e)
6. Honda Yasutake
7. Honda Yasumasa (本多康政)
8. Honda Yasutomo
9. Honda Yasumasa (本多康匡)
10. Honda Yasusada
11. Honda Yasutada
12. Honda Yasuaki
13. Honda Yasushige (XIXe siècle)

## Source de la traduction
- (en) Cet article est partiellement ou en totalité issu de l’article de Wikipédia en anglais intitulé « Zeze Domain » (voir la liste des auteurs).